# Hendersonia microsticta
Hendersonia microsticta är en svampart som beskrevs av Berk. 1845. Hendersonia microsticta ingår i släktet Hendersonia och familjen Phaeosphaeriaceae.   Inga underarter finns listade i Catalogue of Life.